# I Knew You Were Trouble
„I Knew You Were Trouble” – to utwór amerykańskiej piosenkarki Taylor Swift. Wydany został 27 listopada 2012 roku przez wytwórnię płytową Big Machine Records jako trzeci singel z czwartego albumu studyjnego Taylor, zatytułowanego Red. Twórcami tekstu utworu są Taylor Swift, Max Martin i Shellback. Do singla nakręcono także teledysk, a jego reżyserią zajął się Anthony Mandler. 
Piosenkarka wyraża w piosence swoje poczucie winy z powodu toksycznego związku, który jest skazany na porażkę. Dzięki brzmieniu pomiędzy electropopem a dubstepem, piosenka ta wyznacza ważny moment, w którym Swift zaczęła oddalać się od swoich korzeni związanych z muzyką country i zaczyna sięgać po bardziej popowe wpływy. 
Piosenka „I Knew You Were Trouble” odniosła międzynarodowy sukces komercyjny i zdobyła 2. miejsce na liście przebojów Billboard Hot 100 w Stanach Zjednoczonych. W Polsce nagranie uzyskało certyfikat trzykrotnie platynowej płyty.